# Tawatha Agee
Tawatha Agee, född 1954 i Pittsburgh i delstaten Pennsylvania i USA, är en amerikansk sångerska och låtskrivare.
Tawatha Agee är New York-baserad och har arbetat som bakgrundssångerska under 1970-, 1980- och 1990-talen. Hon har körat bakom artister som Luther Vandross, Aretha Franklin, Bruce Fisher, David Sanborn, Kashif, Al Jarreau, Roxy Music och The O'Jays.
Under 1970- och 1980-talen var Tawatha Agee en av medlemmarna i gruppen Mtume. James Mtume producerade Tawatha Agees soloalbum Welcome to My Dream som gavs ut på Epic Records 1987.

## Diskografi
Album
- Welcome to My Dream (1987)[2][3]

Singlar
- "Are You Serious" (1987)
- "Did I Dream You" (1987)
- "Thigh Ride" (1987)